# Speocera minuta
Speocera minuta is een spinnensoort uit de familie Ochyroceratidae. De soort komt voor in Samoa, Tokelau en Niue.